# Africada palatal lateral sonora
La africada lateral palatal sonora es un tipo de sonido consonántico que se usa en algunos idiomas hablados. Se puede representar de dos maneras: usando IPA como ⟨ɟʎ̝⟩ o usando el signo non-IPA para la fricativa lateral palatal expresada como /ɟ̬/.

## Características
- Su modo de articulación es africada, lo que significa que se produce primero deteniendo por completo el flujo de aire y luego permitiendo que el aire fluya a través de un canal restringido en el sitio de articulación, lo que provoca turbulencia.
- Su punto de articulación es palatal, lo que significa que se articula con la parte media o posterior de la lengua elevada al paladar duro.
- Su fonación es sonora, lo que significa que las cuerdas vocales vibran durante la articulación.
- Es una consonante oral, lo que significa que el aire solo puede escapar por la boca.
- Es una consonante lateral, lo que significa que se produce dirigiendo el flujo de aire hacia los lados de la lengua en lugar de hacia el medio.
- El mecanismo del flujo de aire es pulmonar, lo que significa que se articula empujando aire solo con los pulmones y el diafragma, como en la mayoría de los sonidos.

## Aparece en
En el único idioma que se tiene registro actualmente es en el Idioma sandawe